# Eubazus fasciatus
Eubazus fasciatus är en stekelart som först beskrevs av Christian Gottfried Daniel Nees von Esenbeck 1816.  Eubazus fasciatus ingår i släktet Eubazus och familjen bracksteklar. Inga underarter finns listade i Catalogue of Life.